# Meg Johnson

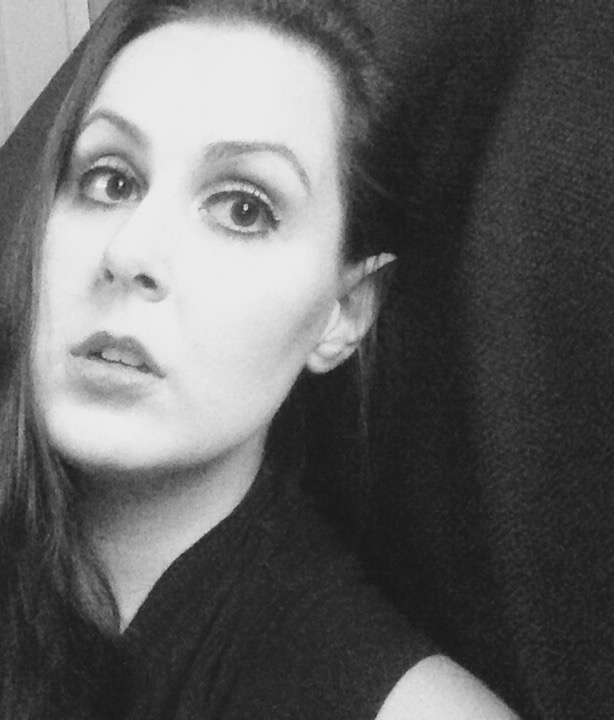
Meg Johnson (2022)

Meg Johnson ist eine US-amerikanische Dichterin, Tänzerin und Hochschullehrerin. Ihre Gedichte sind in zahlreichen Literaturzeitschriften erschienen, unter anderem in Midwestern Gothic, Slipstream Magazine, Word Riot, Hobart und weiteren. Ihre erste Gedichtesammlung, Inappropriate Sleepover, erschien 2014, ihre zweite Sammlung, The Crimes of Clara Turlington, wurde im Dezember 2015 veröffentlicht. Am 15. September 2020 erschien ihr drittes Buch Without: Body, Name, Country. Außerdem ist sie die aktuelle Herausgeberin des Dressing Room Poetry Journal.

## Kindheit und Ausbildung
Johnson ist in den 1980er Jahren in Ames, Iowa geboren und aufgewachsen. Als Kind tanzte sie gerne und schrieb in der Highschool erste Gedichte. Sie tanzte in der Tanzabteilung der Iowa State University bereits zur Highschoolzeit und studierte später Tanz am Columbia College Chicago und der University of Iowa. Johnson verließ das College frühzeitig, um eine professionelle Karriere im Tanzen zu verfolgen. Schließlich wurde sie Solotänzerin bei der Kanopy Dance Company, der ansässigen Tanzkompanie am Overture Center for the Arts in Madison, Wisconsin. Während ihrer sechs Jahre bei der Kanopy Dance Company kehrte Johnson zur Schule zurück und besuchte das Madison College und das Edgewood College. Dort überzeugte man sie, sich mehr dem Schreiben zu widmen und ein Studium diesbezüglich zu beginnen. Sie wechselte an die University of Akron, wo sie das Northeast Ohio Master of Fine Arts-Programm (NEOMFA) im kreativen Schreiben begann und 2014 beendete.

## Karriere
Als eine Tänzerin bei der Kanopy Dance Company übernahm Johnson zahlreiche Rollen und choreographierte erste eigene Tänze. Zur Halbzeit ihrer Anstellung wurde sie die Solotänzerin der Gruppe, außerdem arbeitete sie als Tanzlehrerin an der Kanopy School for Contemporary Dance and Choreography.
Johnson begann 2009 Werke bei Literaturmagazinen einzureichen und veröffentlichte ihr erstes Gedicht in einer Ausgabe des Slipstream Magazine. Bereits 2010 trug Johnson ihre Werke bei Lesungen in der Gegend von Madison vor. Ihre Gedichte wurden bei Slipstream Magazine, Asinine Poetry, Pacific Coast Journal und Edgewood Review veröffentlicht.
2011 wurde Johnson Lehrerassistentin an der University of Akron, wo sie auch Poesie studierte. Sie arbeitete außerdem als Lyrikredakteurin der Rubbertop Review. Im selben Jahr wurde sie eine NEOMFA-Kandidatin an der University of Akron. Bis Ende 2012 erschienen ihre Gedichte in Publikationen wie Midwestern Gothic, SOFTBLOW, Rufous City Review, Wicked Alice, Smoking Glue Gun und zahlreichen anderen.
Johnsons Originalarbeit für das NEOMFA-Programm, Inappropriate Sleepover, wurde 2013 von der National Poetry Review Press aufgegriffen. Diese Gedichtsammlung wurde 2014 von ebenjenem Verlag veröffentlicht. Nach der Beendigung des NEOMFA-Programms 2014, wurde Johnson Dozentin für Englisch an der Iowa State University. Ihr zweites Buch, The Crimes of Clara Turlington, erschien im Dezember 2015 beim Vine Leaves Literary Journal. Außerdem ist Johnson die aktuelle Herausgeberin des Dressing Room Poetry Journal.

## Schreibstil
Johnson schreibt zumeist in freien Versen über Themen, die sich im Allgemeinen um Weiblichkeit und die Kommodifizierung des weiblichen Körpers drehen. Ihr Schreiben wurde sowohl als „bissig“ als auch als „verletzlich“ beschrieben, da es die amerikanischen kulturellen Normen und die gesellschaftlichen Erwartungen an Frauen diskutiert und auch kritisiert. Ihre Gedichte enthalten häufige popkulturelle Referenzen zu prominenten Figuren wie Marilyn Monroe, Betty Boop, Justin Bieber und Victoria’s Secret. Johnson hat erklärt, dass sie sich von Gurlesque-Dichterinnen wie Chelsey Minnis und Mary Biddinger inspirieren lässt.

## Anerkennungen und Auszeichnungen
Johnson gewann 2015 den Vignette Collection Award des Vine Leaves Literary Journal für ihr Buch The Crimes of Clara Turlington. Der Preis war mit der Veröffentlichung ihres Buches und einer Geldprämie verbunden. Ihr Buch Inappropriate Sleepover wurde außerdem für den Rousseau Prize for Literature der National Poetry Review Press nominiert. Ihr Gedicht Free Samples wurde 2010 für Best of the Net nominiert.

## Werke
- Inappropriate Sleepover (2014, National Poetry Review Press)
- The Crimes of Clara Turlington (2015, Vine Leaves Literary Journal)[25]
- Without: Body, Name, Country (2020, Vine Leaves Literary Journal)[26][27]